# Five-star
Five-Star è la prima raccolta antologica della cantante giapponese Yuki, pubblicata il 3 ottobre 2007. La raccolta celebra i primi 5 anni di carriera della cantante e include tutti i singoli pubblicati fino alla sua uscita.

## Descrizione
Five-Star è la raccolta (ordinata cronologicamente) dei primi 16 singoli di YUKI. Nonostante sia presente una certa eterogeneità stilistica, tutti i brani sono catalogabili come j-pop.

Esistono due versioni di questa compilation (la prima di YUKI): una normale (con una sola copertina) ed una limitata (con due copertine diverse), che differisce dall'edizione normale per la diversa grafica di copertina e per la presenza di un DVD con un video intitolato Yukinko around the world ed il videoclip di Biscuit.
Fu uno degli album di maggior successo commerciale in Giappone durante i mesi di settembre e novembre del 2007.

## Tracce
1. the end of shite (the end of shite) - 2:42 (Aiha Higurashi)
2. Prism (プリズム) - 3:54 (Yuki Isoya - Andy Sturmer)
3. 66db (66db) - 6:05 (Yuki Isoya)
4. Stand Up! Sister (スタンドアップ！シスター) - 3:48 (Yuki Isoya - Ichirou Nanbaki)
5. Sentimental Journey (センチメンタルジャーニー) - 5:24 (Yuki Isoya)
6. Hummingbird (ハミングバード) - 4:52 (Yuki Isoya, Caravan - Caravan)
7. Home Sweet Home (Home Sweet Home) - 4:46 (Yuki Isoya - Yūsuke Tanaka)
8. Hello Goodbye (ハローグッバイ) - 4:52 (Yuki Isoya, Kōichi Tsutaya - Kōichi Tsutaya)
9. JOY (JOY) - 4:23 (Yuki Isoya, Kōichi Tsutaya - Kōichi Tsutaya)
10. Nagai Yume (長い夢, "Lungo sogno") - 5:14 (Yuki Isoya - Kōichi Tsutaya)
11. Dramatic (ドラマチック) - 4:23 (Yuki Isoya - Kōichi Tsutaya)
12. Yorokobi No Tane (歓びの種, "Il seme della felicità") - 5:31 (Yuki Isoya - Kōichi Tsutaya)
13. Melancholinista (メランコリニスタ) - 4:24 (Yuki Isoya - Kōichi Tsutaya)
14. Fugainaiya (ふがいないや, "Senza valore") - 3:55 (Yuki Isoya - Kōichi Tsutaya)
15. Hoshikuzu Sunset (星屑サンセット, "Tramonto stellato") - 5:10 (Yuki Isoya - mugen)
16. Biscuit (ビスケット) (bonus track) - 5:28 (Yuki Isoya - Kōichi Tsutaya)